# Makrotypografia
Makrotypografia – rozkład elementów projektu typograficznego na stronie. Pewna całościowa koncepcja, idea, pomysł. Często zestawiana z mikrotypografią (zajmującą się wszelkimi detalami składu). Makrotypografia oraz mikrotypografia są dwiema dziedzinami typografii.

## Elementy makrotypografii
Makrotypografia obejmuje wybór między innymi:
- rodzaju i gramatury papieru;
- formatu publikacji;
- układu kolumn (kompozycji stron);
- krojów pism;
- kolorów.

W przypadku prac wielostronicowych makrotypografia zajmuje się również ich łamaniem.